# Метис-М (ПТРК)
ПТРК «Метис-М» (Індекс ГРАУ — 9К115-2, по класифікації МО США і НАТО: AT-13 Saxhorn-2) — модернізована модифікація радянського переносного протитанкового ракетного комплексу 2-го покоління 9К115 «Метис». Був прийнятий на озброєння російської армії у 1992 році. Комплекс є засобом протитанкової оборони ротної ланки і має напівавтоматичне командне наведення по дротах. ПТРК був створений Тульським КБ Приладобудування. Даний протитанковий комплекс призначений для знищення візуально видимих нерухомих і рухомих цілей, з фланговими швидкостями до 60 км/год., бронетехніки противника і його вогневих точок. Крім цього, «Метис» можна використовувати для стрільби по вертольотах противника на невеликій висоті.

## Метис-М
Для більшої частини ПТРК радянського виробництва 1980-х років, що перебували на озброєнні або знаходяться у виробництві, завдання збільшення бронепробивності могло бути вирішене за допомогою модернізації (в основному пов'язаної з доопрацюванням бойових частин і взаємодіючих з ними частин керованої протитанкової ракети). Серед всіх найсучасніших на той час керованих протитанкових ракет, найбільше занепокоєння у конструкторів викликав саме «Метис». При цьому конструкторам КБП з міста Тула вдалося розробити ПТКР 2-го покоління, що володіє рекордно малою масою. Але з цієї ж причини резерви стосовно подальшого нарощування бойових можливостей даної ракети були мінімальними. Крім своєї назви, новий зразок керованої протитанкової зброї практично нічого не успадкував від свого попередника.
Ідеологія «Метиса» передбачала здешевлення і граничне спрощення ракети за допомогою певного ускладнення наземних засобів багаторазового використання. З цієї причини концепція модернізації ПТРК передбачала дуже великий рівень спадкоємності по наземним засобам, щоб домогтися можливості використання з ПУ як штатної ракети першого комплексу «Метис» 9М115, так і модернізованої — «Метис-М» 9М131. При цьому, і в наземному обладнанні комплексу відчувалися сучасні вимоги часу, які передбачали використання тепловізійного прицілу «Мулат-115» 1ПН86БВІ вагою 5,5 кг. Даний приціл мав дальність виявлення броньованих цілей на відстані до 3.2 км, що забезпечувало пуск ПТКР навіть вночі на максимальну дальність ураження.
Незважаючи на те, що практично всі елементи ракети 9М131 конструктивно являють собою нові вироби, їхня загальна конструктивна схема являє собою збільшену модель вихідного зразка ракети. Виняток становить тільки тандемна БЧ із знову вводимим предзарядом. Розробники даного комплексу виходили з того, що в системі озброєння більш далекої перспективи «Метис-М» та новий комплекс «Корнет», змінять раніше розроблені «Метис», «Фагот» та «Конкурс». З цієї причини для ПТРК «Метис-М» було також реалізовано і збільшення дальності вогню (в 1.5 рази) до 1.5 км при мінімальній дальності ведення вогню — 80 метрів. Але основною перевагою ПТКР 9М131 над її попередницею (9М115) стала можливість знищення бронетехніки з товщиною броні до 900 мм.
Такого істотного підвищення тактико-технічних характеристик комплексу вдалося досягти за рахунок збільшення габаритів і маси ракети. Довжина транспортно-пускового контейнера зросла до 980 мм. Один солдат міг переносити лише 2 ТПК з новими ракетами під в'юки № 2 вагою 28 кг замість 3-х ПТКР старого зразка. Вага в'юка № 1, який містив безпосередньо пускову установку з ТПК, становила 25.1 кг. При заміні під в'юки № 1 ТПК з ракетою на тепловізор, його вага зменшувалася до 18.5 кг. Експлуатація ПТРК забезпечувалася використанням контрольно-перевірочної апаратури 9В81М і 9В12М.
Новий комплекс отримав позначення «Метис-М» індекс ГРАУ — 9К115-2 (кодифікація НАТО AT-13 Saxhorn). Даний ПТРК був вже російською розробкою, яка призначалася для боротьби із сучасними та перспективними зразками бронетехніки, яка може оснащуватися динамічним захистом, а також фортифікаційними спорудами і живою силою противника у будь-який час дня і ночі, в тому числі за складних метеорологічних умов. ПТРК «Метис-М» був розроблений в Тульському КБП і прийнятий на озброєння російської армії у 1992 році.

### Склад комплексу
До складу ПТРК «Метис-М» входять:
1. ПУ 9П151 з приводами наведення, прицілом-приладом наведення і механізмом пуску ракет;
2. Ракети 9М131, поміщені в ТПК;
3. Контрольно-перевірочна апаратура 9В81М або 9В12М;

Додатково тринога ПУ може комплектуватися тепловізійним прицілом «Мулат-115» (1ПН86БВІ) вагою 5.5 кг. Даний приціл дозволяє виявити ціль на дальності до 3.2 км і ідентифікувати її на відстані до 1.6 км, що дозволяє вести вогонь на максимальну дальність вночі. Пуск керованих протитанкових ракет проводиться за допомогою стартового двигуна, після чого відбувається запуск маршового РДТТ.
«Метис-М» був прийнятий на озброєння російської армії як заміна ПТРК «Местіс» першого покоління, а також більш ранніх комплексів, таких як «Фагот» та «Конкурс». Однією з найважливіших особливостей нового комплексу було використання ракет, оснащених тандемною кумулятивною бойовою частиною, а також ракет, оснащених бойовою частиною об'ємного вибуху або, як їх ще називають, ракет з термобаричною бойовою частиною. Такі ж ракети застосовуються й у ручному реактивному вогнеметі «Джміль».
Разом з основним призначенням — піхотного переносного протитанкового комплексу, «Метис-М» може використовуватися і як кероване озброєння для БМД і БМП, а в ряді випадків використовуватися при модернізаційних роботах, коли застосування ПТРК «Корнет» з принципово досконалішою системою управління по лазерному променю є дорогим і недоцільним. Стрільба з ПТРК «Метис-М» може вестися як з підготовлених, так і не з підготовлених позицій. Обслуга може вести вогонь з окопу стоячи, з положення лежачи, а також з плеча. Також можливе ведення вогню безпосередньо з будівель, але у цьому разі позаду ПУ має бути не менше 2-х метрів вільного простору.

### Ракета
Крила нової ПТКР 9М131 виконані з тонких листів сталі, їхнє розкриття відбувається після старту ракети під дією власних сил пружності. Так само як і в ПТКР 9М115, у комплексі «Метис» реалізовані ті ж технічні рішення. Зокрема, розташування трасера на закінцівці однієї з 3-х консолей крила дозволяє відмовитися від застосування гіроприладів, електронних блоків і бортових батарей. Під час польоту протитанкової ракети, трасер рухається по спіралі, а наземна апаратура комплексу отримує інформацію про кутове положення ракети і здійснює коригування команд, які видаються по дротовому зв'язку на органи керування ПТКР.
Ракета 9М131 оснащується новою, потужнішою тандемною кумулятивною бойовою частиною, яка здатна впевнено боротися як з сучасною бронетехнікою противника, так і з перспективними зразками бойової техніки. Для знищення живої сили, фортифікаційних споруд та різного роду укриттів, успішно використовуються термобаричні боєприпаси з бойовою частиною вагою 4.95 кг.

## Тактико-технічні характеристики
| Характеристика                          | Характеристика                          | 9К115 «Метис»                       | 9К115-2 «Метис-М»                   | «Метис-М1»                          | «Метис-М1»                          |
| Ракета                                  | Ракета                                  | 9М115                               | 9М131                               | 9М131М                              | 9М131Ф                              |
| --------------------------------------- | --------------------------------------- | ----------------------------------- | ----------------------------------- | ----------------------------------- | ----------------------------------- |
| Рік прийняття на озброєння              | Рік прийняття на озброєння              | 1978                                | 1992                                | 199?                                | 199?                                |
| Дальність вогню, м                      | Дальність вогню, м                      | 40-1000                             | 80-1500                             | 80-2000                             | 80-2000                             |
| Швидкість польоту                       | максимальна, м/с                        | 223                                 |                                     |                                     |                                     |
| Швидкість польоту                       | середня, м/с                            | 180—200                             | 180—200                             | 180—200                             | 180—200                             |
| Час польоту на макс. відстань:          | Час польоту на макс. відстань:          | 6                                   |                                     | 12                                  | 12                                  |
| Бойова частина                          | Тип                                     | кумулятивна 9Н135                   | тандемна, кумулятивна               | тандемна, кумулятивна               | термобарична                        |
| Бойова частина                          | Маса БЧ, кг                             |                                     |                                     |                                     | 4,95                                |
| Бойова частина                          | Маса ВР (тип), кг                       |                                     |                                     |                                     |                                     |
| Бойова частина                          | Підривник                               | контактний                          | контактний                          | контактний                          | контактний                          |
| Бронепробивність:                       | по нормалі (90°), мм                    | 500-550                             | 900 (800)                           | 900-950 (за ДЗ)                     |                                     |
| Бронепробивність:                       | під кутом 60°, мм                       | 250                                 |                                     |                                     |                                     |
| Система керування                       | Система керування                       | командна, напівавтоматична, дротова | командна, напівавтоматична, дротова | командна, напівавтоматична, дротова | командна, напівавтоматична, дротова |
| Скорострільність, постр./хв.            | Скорострільність, постр./хв.            | 4-5                                 | до 3                                |                                     |                                     |
| Час приведення в бойове положення, сек. | Час приведення в бойове положення, сек. | 12                                  | 10-20                               | до 20                               | до 20                               |
| Довжина ракети, мм                      | Довжина ракети, мм                      | 733                                 | 810                                 |                                     |                                     |
| Діаметр ракети, мм                      | Діаметр ракети, мм                      | 93                                  | 130                                 | 130                                 | 130                                 |
| Розмах крил, мм                         | Розмах крил, мм                         | 370                                 |                                     |                                     |                                     |
| Габарити ТПК, мм                        | Габарити ТПК, мм                        | 784(768)×138×145                    | 980×?×?                             | 980×?×?                             | 980×?×?                             |
| Стартова маса ракети, кг                | Стартова маса ракети, кг                | 4,8                                 | 13,8                                | 13,8                                | 13,8                                |
| Маса ракети в ТПК, кг                   | Маса ракети в ТПК, кг                   | 6,3                                 | ?                                   | ?                                   | ?                                   |

## Оператори
- Вірменія[1]
- Бангладеш[2]
- Камерун[3]
- Хорватія
- Угорщина
- Україна
- Південна Корея
- Грузія[4]
- Іран
- Росія
- Сирія
- Малайзія
- Хізбалла[5]
- Марокко[6]

## Зображення

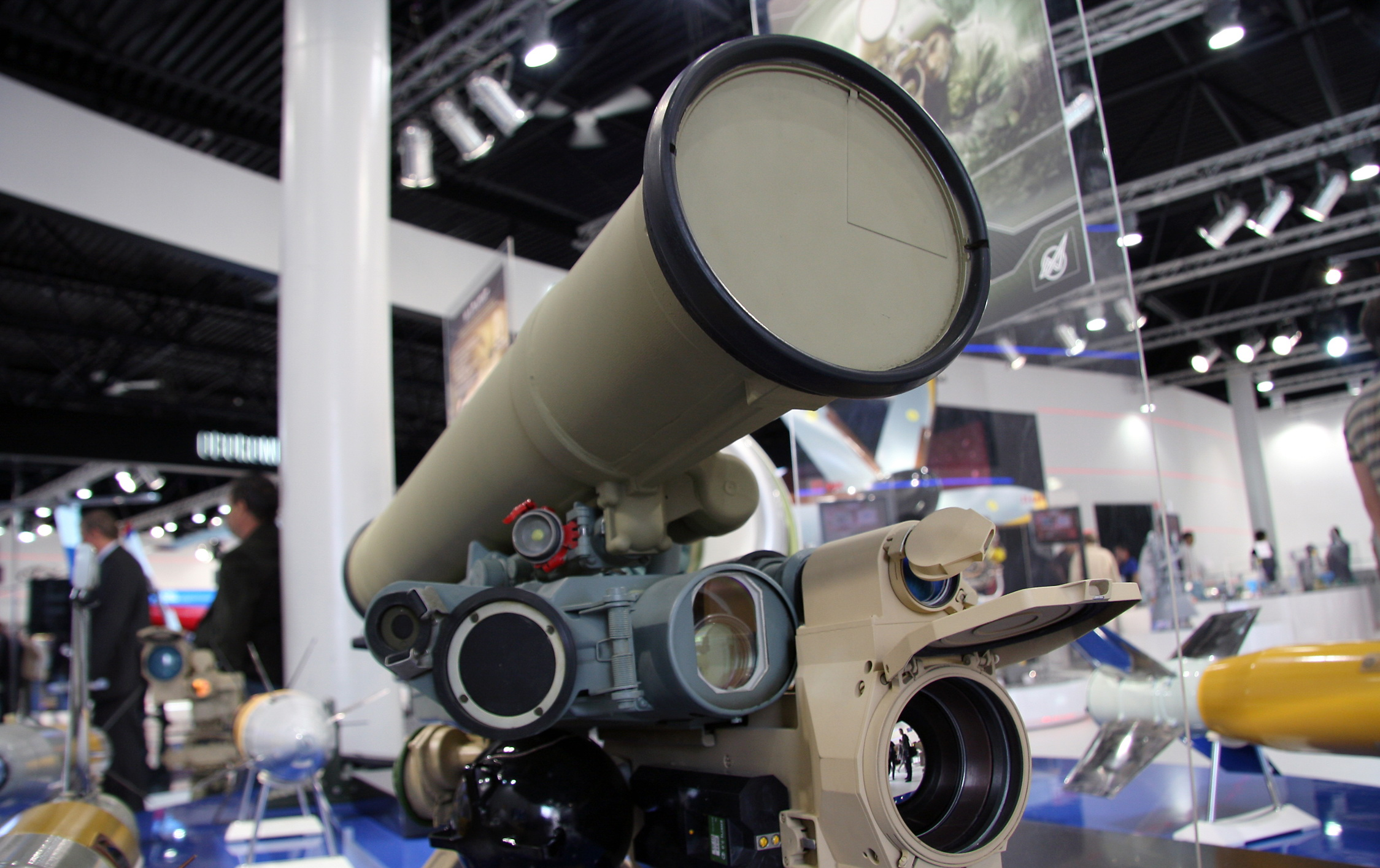
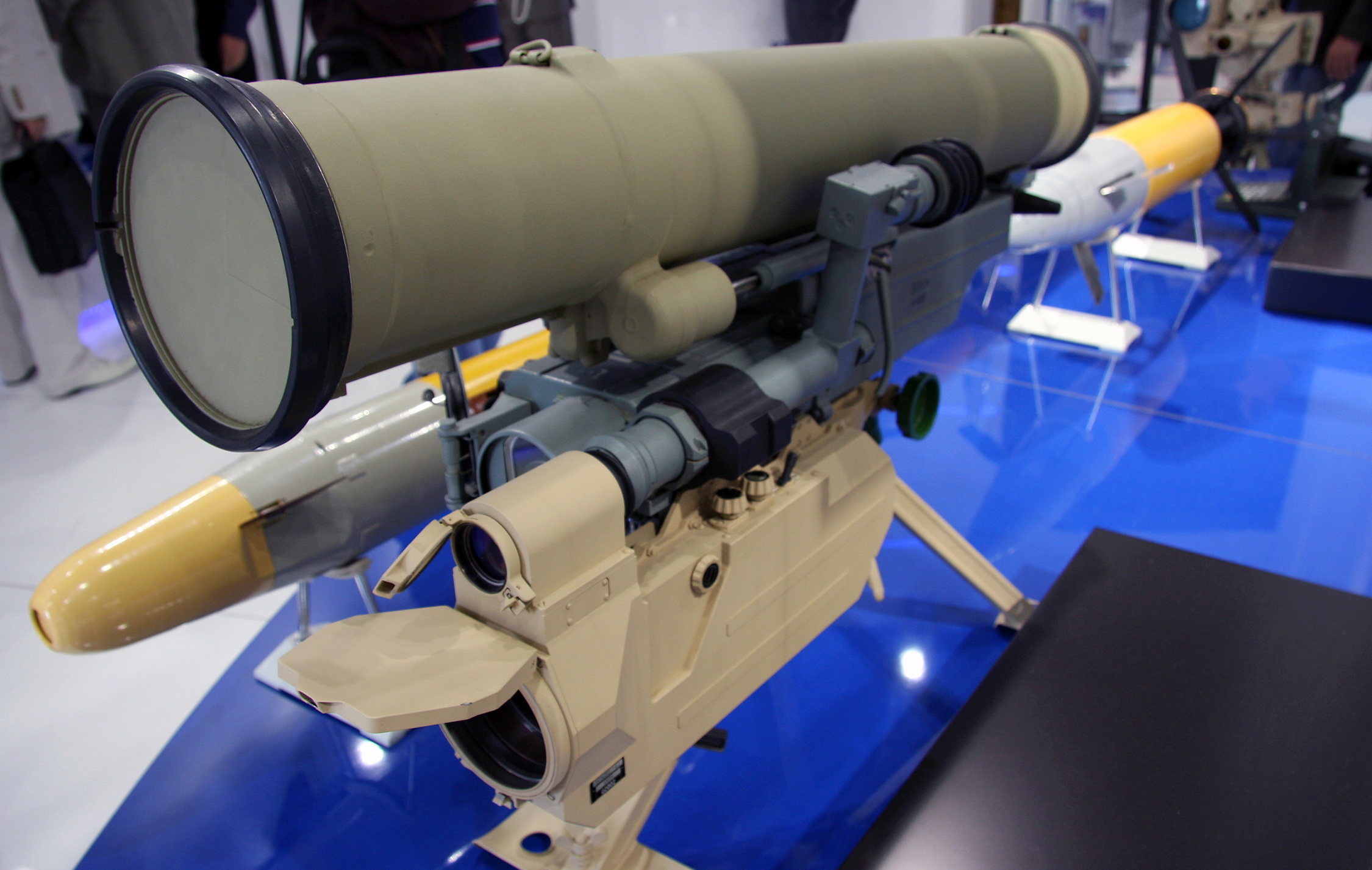
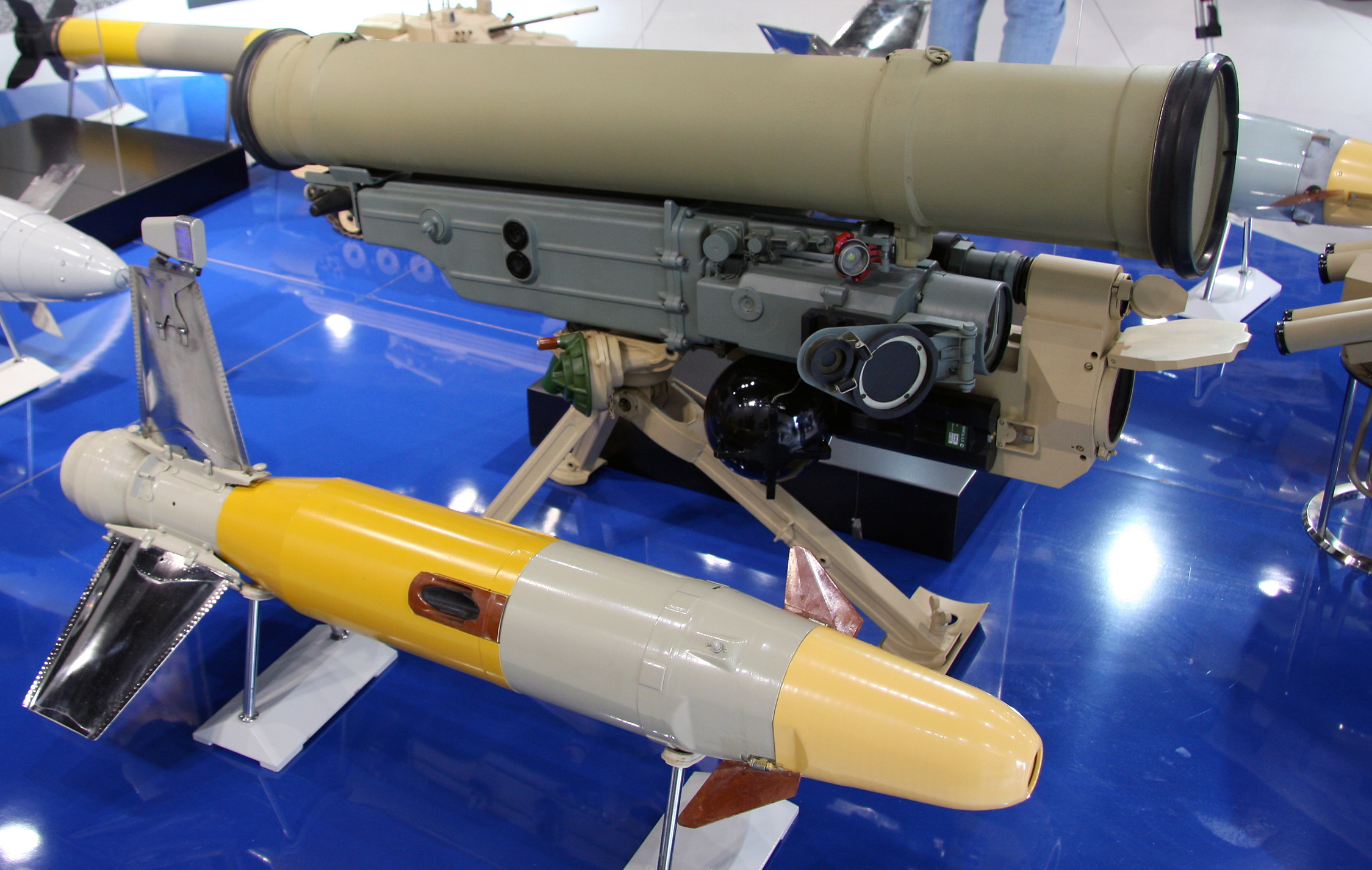

Метис-М1 на МАКС-2009: